# Henri-Auguste-Jules Patey
Pour les articles homonymes, voir Patey.

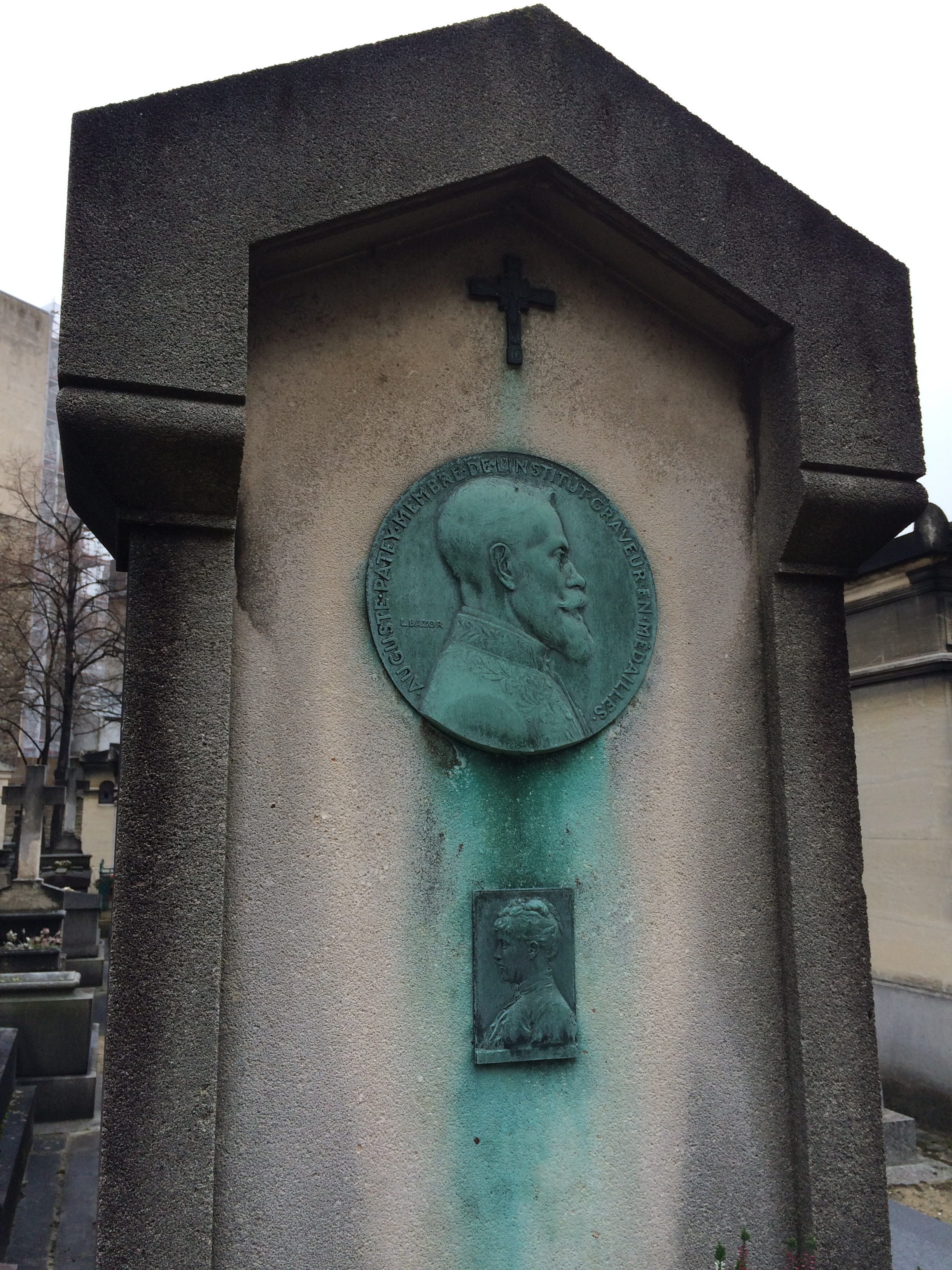
Sépulture d'Auguste Patey au cimetière du Montparnasse (div. 17), à Paris XIVe

Henri-Auguste-Jules Patey dit Auguste Patey, né le 9 septembre 1855 à Paris, où il est mort le 16 mai 1930, est un sculpteur et médailleur français.
Il fut le 22e graveur général des monnaies de 1896 à 1930.

## Biographie
Henri-Auguste-Jules Patey entre à l'École des beaux-arts de Paris en 1873, où il est l'élève d'Henri Chapu et de François Jouffroy pour la sculpture, puis de Jules-Clément Chaplain pour la gravure en médaille.
Il débute au Salon de peinture et de sculpture en 1877. Il obtient le premier grand prix de Rome en gravure de médaille et pierre fine en 1881. Il devient sociétaire de la Société des artistes français en 1885, obtient une médaille de troisième classe en 1886, de deuxième classe en 1887, une médaille de bronze à l'Exposition universelle de 1889, et une médaille de première classe en 1894.
Il est nommé graveur général des monnaies en 1896, succédant à Jean Lagrange.
Il reçoit une médaille d'or à l'Exposition universelle de 1900 à Paris.
Il devient membre de l'Académie des beaux-arts en 1913.

## Distinctions
- Officier de la Légion d'honneur

Henri-Auguste-Jules Patey est nommé chevalier de l'ordre national de la Légion d'honneur par décret du 27 mai 1898 et promu officier, du même ordre, par décret du 19 février 1919.

## Œuvre
En tant que Graveur général de la Monnaie de Paris de 1896 à 1930, il ne grave que deux pièces de monnaie pour la circulation française, deux types en nickel de 25 centimes, frappées de 1903 à 1905. Premières pièces en nickel, premières pièces utilisant la mention « 25 centimes » dans la numismatique française et avec un tirage cumulé de 40 millions d'exemplaires, elles restèrent en marge du système monétaire français. Sa Marianne, réduite au profil seul, servira par ailleurs à la série des premières pièces du Cameroun français et du Togo français (1924-1926). On lui doit aussi une série destinée au Royaume de Thaïlande (profil de Rama V, 1903), des types de pièces destinés à la Guadeloupe (1903), à la Tunisie (1926) et à l'Indochine française (années 1930).

## Élèves
- Lucien Bazor
- Pierre Turin

Œuvres d'Henri-Auguste-Jules Patey
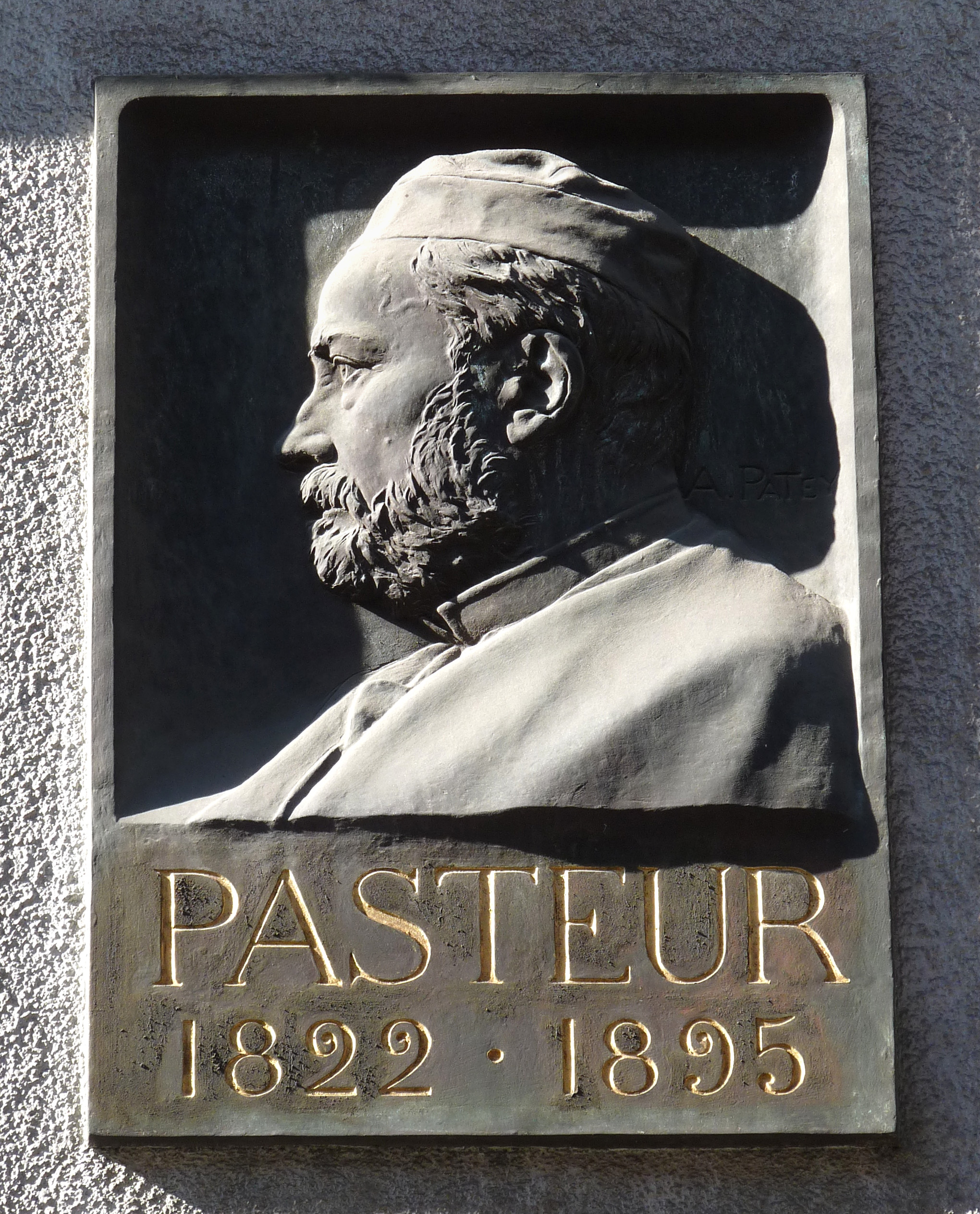
Louis Pasteur, bas-relief au no 3 rue des Veaux à Strasbourg.
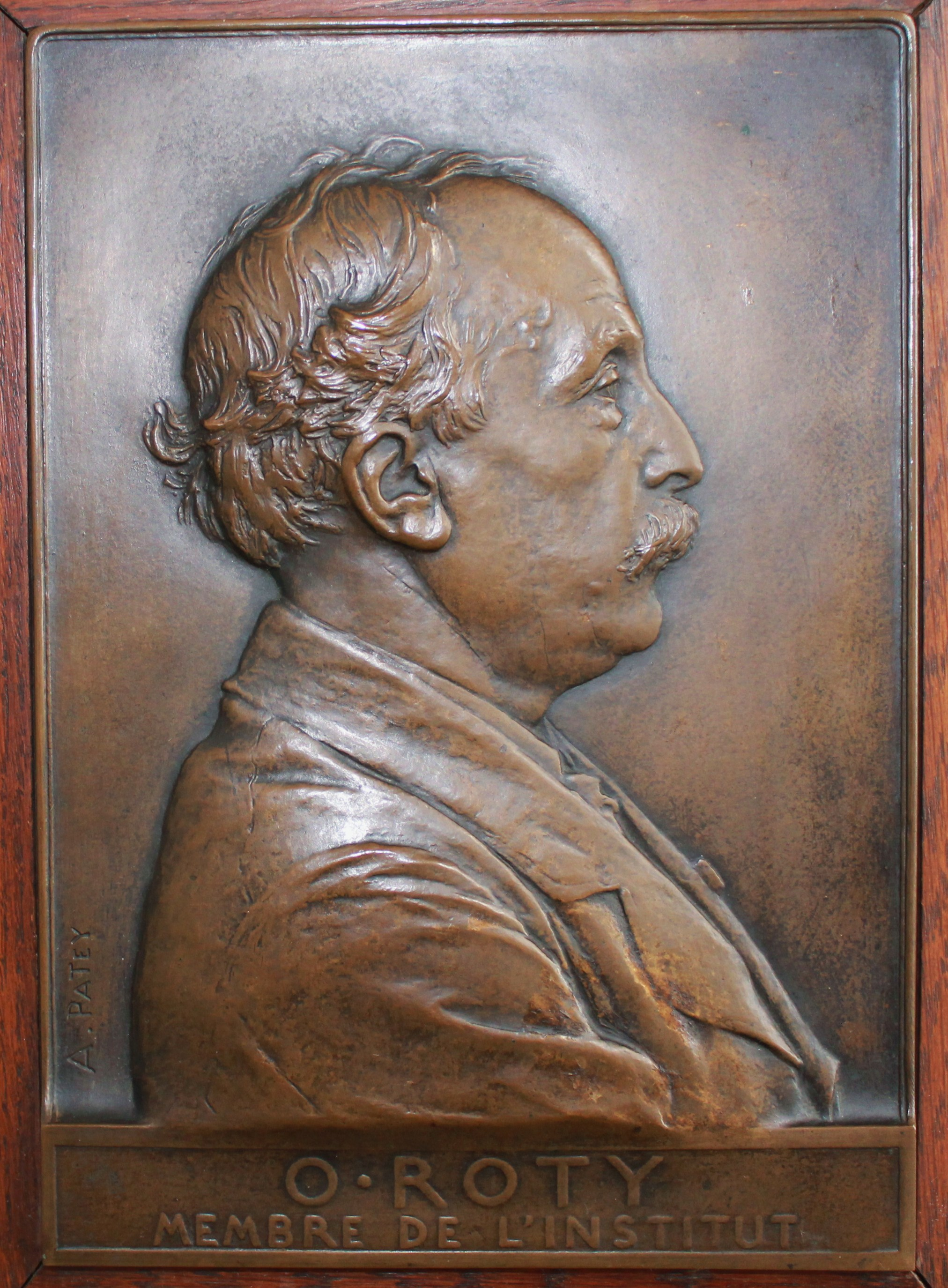
Oscar Roty, plaquette en bronze.

Monnaies par Henri-Auguste-Jules Patey
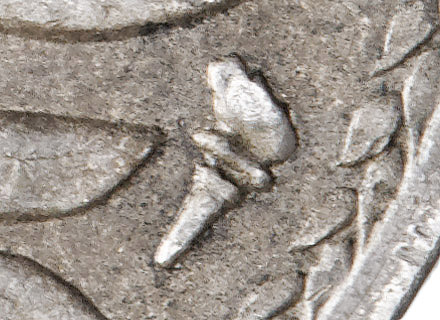
La torche allumée, différent de Patey sur les pièces de monnaie.
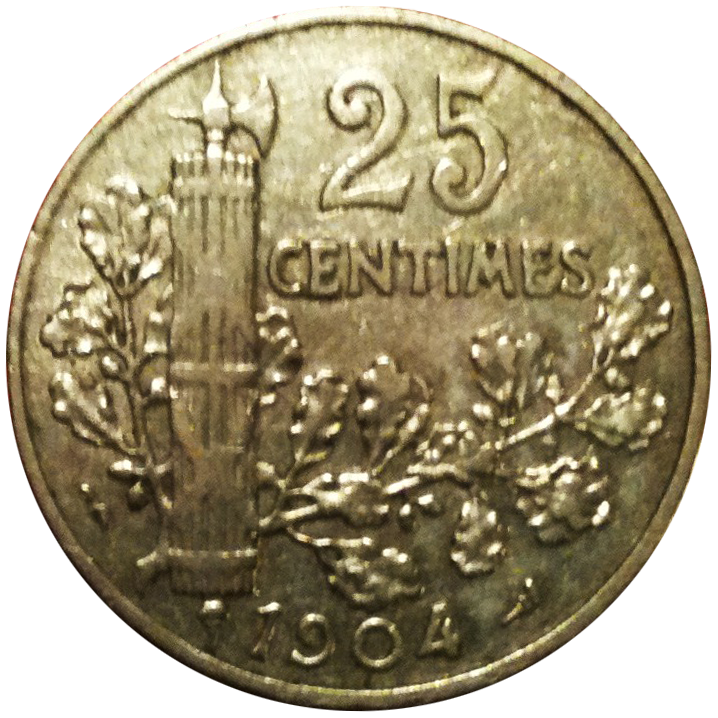
Pièce de 25 centimes, un des deux avers.
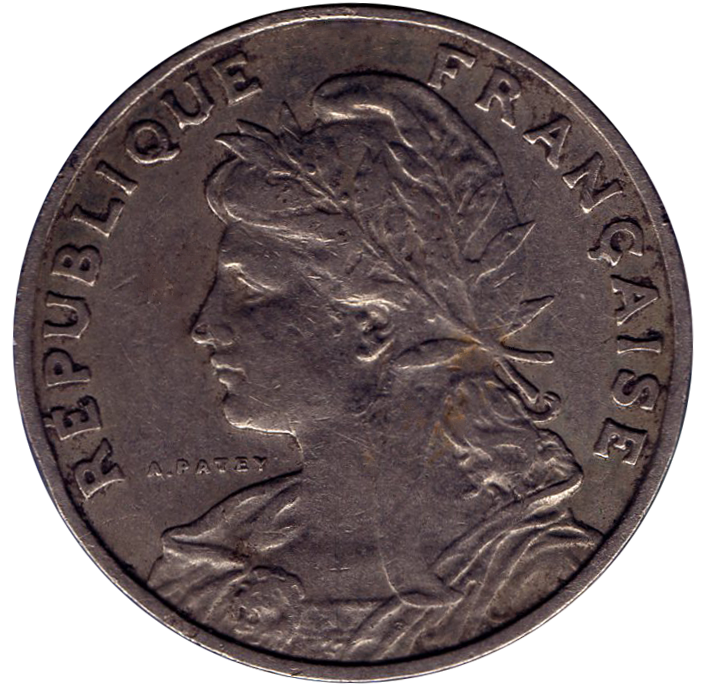
Pièce de 25 centimes, revers, figure de Marianne.